# فرگس، انتاریو
فرگس، انتاریو (به انگلیسی: Fergus, Ontario) یک منطقهٔ مسکونی در کانادا است که در مرکز ولینگتون واقع شده‌است. فرگس ۲۰٬۷۶۷ نفر جمعیت دارد.